# Mark Phillips
Mark Phillips (anglès: Mark Anthony Peter Phillips)  (Tetbury, 22 de setembre de 1948) és un genet britànic, exmembre de la família reial britànica com a primer espòs de la princesa Anna d'Regne Unit.

## Biografia
Fill de l'major Peter William Garside Phillips (1920-1998) i d'Anne Patricia Phillips (nascuda Tiarks;1926-1988). Va assistir a l'escola stouts Hill Preparatory School prop de Uley, Gloucestershire, i a l'Marlborough College. Posteriorment va fer la carrera militar a la Reial Acadèmia Militar de Sandhurst.
Va integrar els "Queen 's Dragoon Guards" com a tinent de 2a el 1969,ascendit a tinent al gener de 1971. El 1974, Phillips era capità en funcions quan va ser nomenat ajudant de camp personal de la reina Isabel II. El juliol del 1975 va ser ascendit a capità. Phillips es va retirar de l'exèrcit el 30 de març de 1978; després del seu retir va continuar utilitzant el tractament de capità Mark Philips.
Va ser campió olímpic en els Jocs Olímpics de Múnic de 1972, en què va ser guardonat amb la medalla d'or. En aquestes circumstàncies va conèixer a la princesa Anna d'Regne Unit, amb qui va contreure matrimoni el 1973. Van tenir dos fills: Peter i Zara Phillips, a través dels quals té cinc nets. L'abril del 1992 es van divorciar.
Té dues filles, Felicity Tonkin (nascuda a l'agost de 1985) d'una relació extramatrimonial amb la neozelandesa Heather Tonkin, i Stephanie Phillips (2 d'octubre de 1998), de la seva segona esposa, la nord-americana Sandy Pflueger, de qui està separat actualment .
En l'actualitat és columnista a la revista Horse & Hound. Continua sent una figura de referència en els cercles eqüestres britànics. És a més cap del United States Eventing Team.